# 26661 Kempelen
26661 Kempelen este un asteroid din centura principală de asteroizi.

## Descriere
26661 Kempelen este un asteroid din centura principală de asteroizi. A fost descoperit pe 27 noiembrie 2000 la Observatorul din Ondřejov de Peter Kušnirák. Asteroidul prezintă o orbită caracterizată de o semiaxă mare de 2,28 ua, o excentricitate de 0,03 și o înclinație de 6,8° în raport cu ecliptica.